# الرهان الخاسر
الرهان الخاسر فيلم روائي يمني يتطرق لقضية التطرف والإرهاب من إخراج الدكتور فضل العلفي قصة وسيناريو وحوار محمد صالح الحبيشي وعبدالكريم الأشموري تصوير عادل العديل وبطولة نبيل حزام، عبد الكريم الأشموري، عادل سمنان، أحمد عبد الله حسين، قاسم عمر وشروق محمد وحسن علوان، إبراهيم شرف الدين.

## قصة الفيلم
يحكي الفيلم الذي استغرق تصويرة ثلاثة أشهر ومدته ساعة وخمسة وأربعون دقيقة، بتكلفة وصلت إلى 18 مليون ريال يمني (90 ألف دولار) قصة سائحة أجنبية تدعى ماريا تقوم بزيارة سياحية لمنطقة أثرية باليمن، وتلتقي بفتاة يمنية اسمها شيماء تعمل مترجمة للسياح، وتتوطد العلاقة بينهما. 
ولكن المفاجأة تحدث بقيام مجموعة متطرفة يقودها شقيق الفتاة اليمنية بالقيام بعملية انتحارية أثناء مرور سيارات السياح، والتي كانت ماريا من ضمنه، مما يؤدي إلى مقتل والدها وآخرين، وجرحها ووالدتها والبقية. وتتصاعد الأحداث وتحصل مجابهة عسكرية مع المجموعة مما يؤدي إلى القضاء على خلية الإرهاب تلك.
ورغم المأساة التي حلت بالسائحة وهي مصرع والدها فإنها تؤكد عند مغادرتها مطار صنعاء أن الإرهاب لن يمنعها من زيارة اليمن ثانيةً.

## تقييم الفيلم
يشار هنا إلى أن الفيلم هو من الأعمال التي خرجت عن  مسار الدراما اليمنية بشكل كامل من خلال الرؤية الإخراجية.

## روابط خارجية
- الرهان الخاسر على موقع IMDb (الإنجليزية)